# Championnat d'Arménie de football de deuxième division
Le Championnat d'Arménie de football de deuxième division ou Armenian First League est une compétition de football se situant au deuxième niveau de la hiérarchie du football en Arménie, après la Premier League. La compétition réunit principalement les équipes réserves des clubs de première division bien que d'autres clubs y participent. 
Les équipes réserves n'ont pas accès à la première division, ce qui a pour conséquences d'avoir parfois un club promu alors qu'il a fini en milieu du classement. Le championnat rassemble en 2012 dix équipes et offre deux places dans l'élite pour la saison 2013-2014.

## Palmarès
| Saison    | Champion                                | Vice-champion       |
| --------- | --------------------------------------- | ------------------- |
| 1992      | Ararat Erevan                           | Aragats             |
| 1993      | Zankezour                               | Artashat            |
| 1993      | Lori Vanadzor                           | Aznavour            |
| 1994      | Aragats                                 | Kasakh              |
| 1995      | saison de transition (pas de vainqueur) |                     |
| 1995-1996 | Arabkir                                 | BKMA Erevan         |
| 1996-1997 | Dvin Artashat                           | Lori Vanadzor       |
| 1997      | Shirak-2                                | Spitak              |
| 1998      | Zvartnots-AAL                           | Lori Vanadzor       |
| 1999      | Dinamo Erevan                           | Mika-Kasakh         |
| 2000      | Armenikum                               | Karabakh            |
| 2001      | Malatia                                 | FIMA                |
| 2002      | Armavir                                 | Araks Ararat        |
| 2003      | Kilikia                                 | Vagharshapat        |
| 2004      | Pyunik-2                                | Lernayin Artsakh    |
| 2005      | Pyunik-2                                | Ararat Erevan       |
| 2006      | Pyunik-2                                | Lernayin Artsakh    |
| 2007      | Pyunik-2                                | Mika-2              |
| 2008      | Shengavit                               | Pyunik-2            |
| 2009      | Impuls                                  | Shengavit           |
| 2010      | Ararat Erevan                           | Banants-2           |
| 2011      | Shengavit                               | Mika-2              |
| 2012-2013 | Alashkert                               | Pyunik-2            |
| 2013-2014 | Banants-2                               | Alashkert-2         |
| 2014-2015 | Alashkert-2                             | Banants-2           |
| 2015-2016 | Alashkert-2                             | Mika-2              |
| 2016-2017 | Banants-2                               | Pyunik-2            |
| 2017-2018 | Lori FC                                 | Artsakh FC          |
| 2018-2019 | Junior Sevan FC                         | FC Erevan           |
| 2019-2020 | FC Van                                  | FC Lokomotiv Erevan |
| 2020-2021 | Sevan FC (en)                           | BKMA Erevan (en)    |
| 2021-2022 | Lernayin Artsakh FC                     | Shirak FC           |
| 2022-2023 | FC West Armenia (en)                    | BKMA-2 (en)         |